# Ordre national du Québec
Order Narodowy Quebecu (fr. Ordre national du Québec, ang. National Order of Quebec, skrót OQ) – odznaczenie cywilne nadawane przez gubernatora porucznika za zasługi na rzecz kanadyjskiej prowincji Quebec. Zostało ustanowione w 1984 roku, kiedy gubernator porucznik Jean-Pierre Côté otrzymał sankcję królewską do Loi sur l'Ordre National du Québec (pol. ustawa o Narodowym Orderze Quebecu).

## Opis orderu
Ordre national du Québec jest przyznawany przez Kapitułę Orderu Narodowego Quebecu mieszkańcom prowincji Québec, którzy nie są członkami Zgromadzenia Narodowego Quebecu, a obcokrajowcom przez Premiera prowincji Québec. 
Ordre national du Québec posiada następujące klasy: 
- Wielki oficer – fr. Grand Officier (GOQ)
- Oficer – fr. Officier (OQ)
- Kawaler – fr. Chevalier (CQ)